# Герб Хабаровского края
Герб Хабаровского края — символ Хабаровского края. Первый вариант принят 28 июля 1994 года, современный — 26 октября 2016 года.
Герб Хабаровского края внесен в Государственный геральдический регистр РФ под № 11078.

## Описание и обоснование символики
Геральдическое описание (блазон) гласит:
В серебряном поле сидящий прямо, обернувшийся вправо чёрный медведь с червлёными (красными) глазами и языком, серебряными зубами, когтями и подпалиной на груди, держащий в передних лапах перед собой золотой щит, на котором лазоревый (синий, голубой) опрокинутый вилообразный крест, сопровождаемый внизу червлёной рыбой.
Главная фигура — черный белогрудый уссурийский медведь (с белой или серебряной подпалиной-воротничком на груди, напоминающей очертаниями видимую спереди птицу в полёте), эндемик уссурийских лесов. Он является символом неповторимой оригинальности Хабаровского края, богатства его щедрой природы, принадлежности Хабаровского края к дальневосточному региону; подчёркивает особенности характера Хабаровского края и его жителей — спокойную и величественную мощь, преемственность истории и культуры, любовь к родной земле, неразрывную связь храбрости и миролюбия; в лапах чёрный белогрудый уссурийский медведь бережно удерживает, прижимая к груди, малый герб города Хабаровска, утверждённый 1 февраля 1912 года, что подчёркивает исторические особенности заселения и формирования Хабаровского края, а также указывает на статус города Хабаровска как административного центра Хабаровского края; серебряное поле герба служит символом добра, скромности, независимости, белизны знаменитых дальневосточных снегов, безоблачного мирного неба и чистоты помыслов жителей Хабаровского края.

### Толкование цветов и символов
При исполнении герба применены три геральдических цвета (финифти) и два цвета металла (драгоценного и благородного):
- красный (червлень) символизирует храбрость, мужество, неустрашимость;
- голубой (лазурь) — символ красоты, мягкости, величия;
- черный (чернь) символизирует благоразумие, смирение, печаль;
- золото — символ богатства, справедливости, великодушия;
- серебро — символ чистоты, добра, независимости.

Герб Хабаровского края составлен по определённым геральдическим правилам и выполнен средствами современной знаково-геральдической системы. Он является своеобразным памятником преемственности истории и культуры края, отражает природно-климатическую особенность края и основную направленность традиций населения дальневосточного региона. Медведь изображён «вооружённым», о чем говорят раскрытая пасть, червлёные глаза и язык, и символизирует мощь и неприкосновенность дальневосточных рубежей России.

## История

### Герб 1994 года
В Хабаровском крае в 1994 году был объявлен конкурс на лучший проект герба и флага края. Положения о гербе и флаге утверждены Постановлением № 352 главы Администрации Хабаровского края от 14 июля 1994 года.
Согласно тексту, герб выполнен на щите французской геральдической формы, наиболее распространённой в мировой и российской геральдике. В центре щита, серебра (белого) цвета, на почётном месте, изображена мощная естественная фигура сидящего на задних лапах чёрного цвета белогрудого медведя, который передними лапами бережно удерживает (прижимает к груди) исторический герб Хабаровска — административного центра Хабаровского края и всего Азиатско-Тихоокеанского региона (утверждён 13 августа 1991 года).
Голова медведя с раскрытой пастью, червлёными (красными) глазами и языком повёрнута к восходу «самого лучезарного солнца» на Восток (в зеркальном отражении).
Медведь в целом с незапамятных времён является символом, олицетворяющим Россию. Он с древнейших времён соседствовал с русичами, пользовался их уважением за силу и сноровку, по этой причине он и является одним из главных и любимых персонажей русских народных сказок. Медведь — символ предусмотрительности, страж и хранитель древнейшей истории наших героических предков, из которых вышли первые русские землепроходцы, освоившие Амуро-Уссурийский край. Белогрудый медведь, самый крупный представитель этого семейства млекопитающих, является дальневосточным эндемиком, хозяином тайги.

### Изменения 2016 года и регистрация
Герб Хабаровского края не был зарегистрирован в Государственном геральдическом регистре Российской Федерации из-за ряда нарушений правил геральдики, в частности в нём изображался герб города Хабаровска, который сам изобиловал нарушениями. В 1990-е годы, когда создавались эти гербы, в России ещё не были выработаны строгие правила территориальной геральдики. В 2016 году, после изменения герба Хабаровска, было решено изменить и герб края.
Геральдический совет при Президенте Российской Федерации настоятельно рекомендовал исключить из краевого герба действующий герб административного центра. Вместо него в лапы белогрудого медведя специалисты посоветовали вложить дореволюционный герб Хабаровска. Только изображения вулканов из щита решили убрать, так как это символ уже несуществующей Приморской области, осталась лишь рыба и опрокинутый вилообразный крест лазоревого цвета.
Следуя рекомендациям Геральдического совета, также планировалось заменить императорскую корону на царскую, убрать голубую Андреевскую ленту с венком, обрамляющие так называемую «парадную» версию герба.
Депутаты краевой Думы одобрили поправки к региональному закону «О флаге и гербе Хабаровского края» 26 октября 2016 года. Изменён только центральный щиток с гербом Хабаровска. Новый герб официально введён с 1 января 2017 года, переходный период длился полгода.